# جانکشن (وست ویرجینیا)
جانکشن (به انگلیسی: Junction) یک منطقهٔ مسکونی در ایالات متحده آمریکا است که در شهرستان همپشر، ویرجینیای غربی واقع شده‌است.